# Natació sincronitzada al Campionat del Món de natació de 2015 – Rutina d'equip tècnic
La prova de rutina d'equip tècnic es va celebrar entre el 25 i 27 de juliol de 2015 a Kazan, Rússia.

## Resultats
La preliminar es va disputar a les 09:00 del dia 25 i la final a les 17:30.

   *   Classificades
| Posició | País            | Preliminar | Preliminar | Final     | Final   |
| Posició | País            | Puntuació  | Posició    | Puntuació | Posició |
| ------- | --------------- | ---------- | ---------- | --------- | ------- |
| 1       | Rússia          | 95.1829    | 1          | 95.7457   | 1       |
| 2       | R.P. de la Xina | 92.1032    | 2          | 94.4605   | 2       |
| 3       | Japó            | 91.6516    | 4          | 92.4133   | 3       |
| 4       | Ucraïna         | 91.8720    | 3          | 91.7690   | 4       |
| 5       | Espanya         | 91.3755    | 5          | 90.8720   | 5       |
| 6       | Canadà          | 88.9029    | 6          | 88.8885   | 6       |
| 7       | Itàlia          | 88.0673    | 7          | 88.0516   | 7       |
| 8       | França          | 85.1487    | 8          | 85.1794   | 8       |
| 9       | Mèxic           | 84.7543    | 9          | 84.8431   | 9       |
| 10      | Estats Units    | 84.3882    | 10         | 83.4289   | 10      |
| 11      | Brasil          | 83.0283    | 12         | 82.9372   | 11      |
| 12      | Grècia          | 83.6782    | 11         | 82.3897   | 12      |
| 13      | Corea del Nord  | 81.9749    | 13         |           |         |
| 14      | Belarús         | 80.2507    | 14         |           |         |
| 15      | Suïssa          | 79.3083    | 15         |           |         |
| 16      | Kazakhstan      | 77.0015    | 16         |           |         |
| 17      | Egipte          | 73.6496    | 17         |           |         |
| 18      | Veneçuela       | 72.1466    | 18         |           |         |
| 19      | Singapur        | 71.5776    | 19         |           |         |
| 20      | Austràlia       | 70.8602    | 20         |           |         |
| 21      | Nova Zelanda    | 69.4142    | 21         |           |         |
| 22      | Macau           | 67.9021    | 22         |           |         |
| 23      | Costa Rica      | 67.3454    | 23         |           |         |
| 24      | Indonèsia       | 62.7381    | 24         |           |         |
| 25      | Hong Kong       | 61.2658    | 25         |           |         |